# لیائو گویفانگ
لیائو گویفانگ (انگلیسی: Liao Guifang؛ زادهٔ ۵ اکتبر ۲۰۰۱) وزنه‌بردار زن اهل چین است.
وی در مسابقات کشوری و بین‌المللی در مجموع برندهٔ ۲ مدال طلا، ۱ مدال نقره، ۱ مدال برنز شده‌است.